# Terniwka
Terniwka (ukr. Тернівка) – miasto na Ukrainie w obwodzie dniepropietrowskim.

## Historia
Od 1965 roku miejscowość posiada status osiedla typu miejskiego.
Prawa miejskie uzyskała w 1976.

## Liczba ludności
W 1989 liczyła 33 528 mieszkańców.
W 2013 liczyła 28 920 mieszkańców.
W 2024 liczyła 23 792 mieszkańców.